# Lepus saxatilis
La lepre di boscaglia (Lepus saxatilis, Cuvier, 1823) è un mammifero lagomorfo della famiglia dei Leporidi.

## Distribuzione
L'areale di questa specie si estende lungo una vasta fetta dell'Africa: con due sottospecie (Lepus saxatilis saxatilis e Lepus saxatilis subrufus) abita l'area compresa fra la Mauritania e la Nigeria ed una fascia di terra che dall'Etiopia meridionale va a sud fino al Sudafrica, "a tre giornate di cammino a nord di Città del Capo" (F. Cuvier).

L'areale della specie si sovrappone ampiamente con quello di Lepus capensis, rispetto alla quale tuttavia la specie predilige ambienti ad elevazioni maggiori (attorno ai 1500 m d'altezza). Vive nella savana cespugliosa, muovendosi piuttosto sporadicamente verso aree aperte o coltivate.

## Descrizione
Misura circa mezzo metro di lunghezza, per un peso che si aggira attorno ai tre chilogrammi: le dimensioni tendono a diminuire man mano che ci si sposta dalla parte settentrionale dell'areale verso sud.

### Aspetto
Il pelo, corto e folto, è assai variegato: sul dorso è prevalentemente grigio con sparse macchioline nerastre, mentre sul ventre è biancastro. I due lati della testa sono più chiari rispetto al resto del corpo ed inoltre un anello biancastro circonda ciascun occhio: sulla sommità del cranio e sulla nuca sono presenti delle variegature bianche, e la base delle orecchie è rossiccia. La coda è nera superiormente e bianca inferiormente, mentre le zampe posteriori hanno colorazione più scura rispetto a quelle anteriori, che sono più corte e deboli.

## Biologia
Si tratta di animali crepuscolari e notturni: quando il cielo è nuvoloso li si può vedere anche durante il giorno, tuttavia sono soliti passare la giornata in un avvallamento del terreno che l'animale stesso scava. Tali avvallamenti sono fissi, ossia l'animale utilizza sempre lo stesso rifugio fino a quando qualche fattore esterno (come un predatore od un incendio) non lo spinge a lasciarlo e scavarsene uno nuovo.

Qualora, attraverso il suo udito finissimo, l'animale percepisca la presenza di un possibile predatore, esso è solito immobilizzarsi anche per lungo tempo, fino a quando l'intruso non si è allontanato ed esso può muoversi tranquillamente: se avvistato nonostante l'immobilità e la cripticità conferitagli dal colore del pelo, l'animale si dà alla fuga a grandi balzi, spesso procedendo a zig zag se inseguito.

### Alimentazione
Si tratta di animali essenzialmente erbivori, con una predilezione per le piante erbacee che crescono a climi freschi: durante la stagione secca, tuttavia, fanno di necessità virtù e mangiano anche tuberi, foglie ed altro materiale vegetale.

### Riproduzione
Questi animali non hanno un periodo riproduttivo: la femmina p in grado di riprodursi ogni tre mesi. Durante l'estro, le abitudini solitarie della specie vengono a mancare ed è assai frequente che si formino gruppetti di maschi attorno alle singole femmine, i quali combattono violentemente per aggiudicarsi il diritto all'accoppiamento. Ciascun maschio si accoppia col maggior numero di femmine possibile, così come ciascuna femmina viene montata da numerosi maschi.

La gestazione dura circa un mese e mezzo: ciascuna nidiata conta due cuccioli, ma è stato dimostrato che quando la disponibilità di cibo è maggiore (culmine della stagione delle piogge) la femmina tende a fare parti di tre piccoli. I cuccioli nascono con gli occhi aperti e già ricoperti di pelo, e dopo qualche ora sono in grado di muoversi velocemente: le cure parentali da parte della madre si limitano ad un singolo episodio di allattamento durante ciascuna notte, mentre il padre si disinteressa completamente alla prole. La maturità sessuale viene raggiunta da ambo i sessi attorno all'anno d'età: i cuccioli si allontanano tuttavia molto prima dalla madre, anche se l'età al momento del distacco non è ancora conosciuta.
La specie in cattività vive fino a sette anni: in natura, la maggior parte degli esemplari non sopravvive al primo anno, ma la speranza di vita per quelli che oltrepassano tale soglia è di cinque anni circa.